# Despacito
A Despacito (jelentése lassacskán) Luis Fonsi Puerto Ricó-i énekes és Daddy Yankee Puerto Ricó-i rapper dala Fonsi 2019-es Vida című stúdióalbumáról. A 2017. január 13-án megjelent dal szerzői Fonsi, Erika Ender és Daddy Yankee, míg a producerei Mauricio Rengifo és Andrés Torres voltak. A Justin Bieber kanadai énekes közreműködésével készült remixváltozat 2017. április 17-én jelent meg, amely nagyban hozzájárult, hogy a dal számos országban a slágerlisták élére került. A zenei újságírók egybehangzó véleménye, hogy a Despacitónak köszönhető, hogy a spanyol nyelvű popzene újra népszerűvé vált a mainstream zenei piacon világszerte.
Műfaját tekintve egy reggaetón és latin pop dal, mely szövegében egy laza és romantikus szexuális kapcsolatról szól. A Despacito nagyrészt pozitív értékeléseket kapott a zenei kritikusoktól, akik dicsérték fülbemászó dallama, illetve a latin és az úgynevezett urban stílus vegyítése miatt. Latin Grammy-díjat kapott az év felvétele, az év dala, a legjobb urban fúzió/előadás és a legjobb rövid videóklip kategóriákban. Számos magazin szerepelteti a Despacitót minden idők legjobb dalai és 2017 legjobb dalai között, továbbá a popzene történetének egyik legsikeresebb spanyol nyelvű számaként hivatkoznak rá.
A dal 47 országban lett listavezető, további hat országban pedig az első tíz közé került. Az Egyesült Államokban a Los del Rio 1996-os Macarena című slágere óta az első túlnyomórészt spanyol nyelvű dal, mely első helyezett lett a Billboard Hot 100-on. 16 hétig tudta vezetni a Hot 100-at, így pedig holtversenyben minden idők leghosszabb ideig listavezető dalává vált. A Billboard Hot Latin Songs elnevezésű listáját 56 hétig vezette, amellyel szintén rekordot döntött. Ezen kívül az első latin dal lett, mely gyémántlemez minősítést kapott az Amerikai Hanglemezgyártók Szövetségétől. A dal klipjében a két előadó látható, ahogy előadják a dalt a Puerto Ricó-i Old San Juan La Perla nevű negyedében és a helyi La Factoría bárban. 2017 augusztusától 2020 novemberéig minden idők legnézettebb Youtube-videója volt. A videómegosztó portál első videója lett, amely át tudta lépni a három-, négy-, öt-, hat- illetve hétmilliárdos megtekintést.

## Háttér

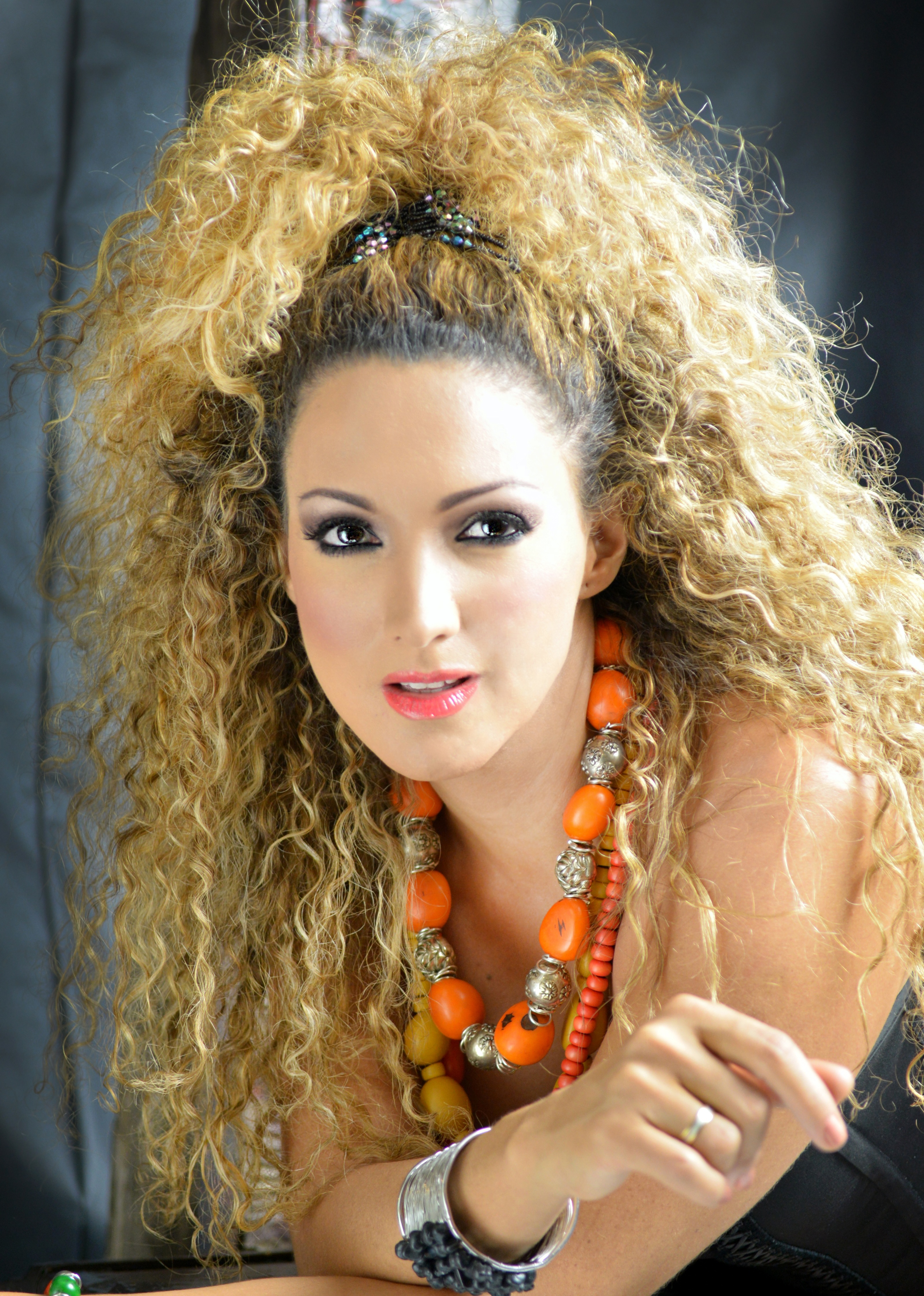
A dal társszerzője Erika Ender brazil-panamai énekesnő-dalszerző volt

A Despacito szövege 2015 végén készült el Fonsi miami otthonában, miután már másfél éve nem adott ki új lemezt, így új dalokon kezdett dolgozni. Egy nap egy Despacito című dalnak az ötletével ébredt, ezt követően pedig meghívta magához Erika Ender brazil-panamai énekesnő-dalszerzőt, hogy segítsen neki a dal megalkotásában. Fonsi egy Gibson Emmylou Harris gitárt használt a dalszerzésnél. Eredetileg egy cumbia és pop dalként írta meg egy balladához illő szöveggel, viszont később úgy döntött, hogy urban stílusban készítené el, és átküldte a dal demóját Daddy Yankee reggaetón előadónak. 2016 végén Miamiban vették fel a dalt a Noisematch Stúdióban. Daddy Yankee verzéjét improvizálva írta meg a stúdió irányítószobájának egyik sarkában, miközben édesapjára gondolt, ahogy bongón játszik. A dal produceri munkáját Mauricio Rengifo és Andrés Torres készítették; Rengifo a kolumbiai Cali y El Dandee popegyüttes tagjaként ismert, Torres pedig olyan előadóknak készített korábban dalokat, mint David Bisbal, Thalía és Ricky Martin. A hangkeverést az amerikai Jaycen Joshua végezte a Los Angelesben található Larrabee Sound Studiosban.
Luis Fonsi nem tartja a dalt reggaetónnak, de abban egyetért, hogy megvan benne a reggaetón energiája és az urban stílusú ütem. Ender egy interjúban elmondta, hogy számos különböző változatot készítettek a dalhoz, míg meg nem találták, amit Fonsi igazán szeretett volna. Fonsi a Despacitót egy olyan dallamos számnak nevezte, amely számos különböző zenei stílusba átdolgozható. A dal érzéki hangulata miatt nagyon fontosnak találták a jó dalszöveget, Ender pedig arra koncentrált, hogy „ízlésesen” fogalmazza meg a mondandót. 2017 áprilisában Nicky Jam amerikai énekes-dalszerző arról beszélt, hogy a Despacito eredeti változatában ő volt a közreműködő előadó Daddy Yankee helyett, azonban el kellett utasítania a felkérést, mert elfoglalt volt Fénix című stúdióalbumának megjelenése miatt.

### Justin Bieber remixváltozat
Három hónappal a Despacito kiadása után Justin Bieber kanadai énekes remixet szeretett volna készíteni hozzá, miután hallotta a dalt dél-amerikai turnéja során egy kolumbiai szórakozóhelyen. Másnap Fonsi kapott egy hívást a Universal Latintól a remixszel kapcsolatos megkeresésről, ő pedig engedélyt adott a kiadónak, hogy elküldjék Biebernek a számot. Bieber menedzsere, Scooter Braun felkereste Josh Gudwin vokálproducert, hogy segítsen a remix munkálataiban, ő pedig azonnal Bogotába utazott, és felvették Bieber vokálját az Estudios Audiovisión stúdióban.
Justin Bieber karrierje során először énekelt spanyol nyelven, amiben Juan Felipe Samper kolumbiai zenész volt segítségére. Bieber számára a legnehezebb az ere (r) hang képzése volt olyan szavakban, mint például a „laberinto” (labirintus), a „paredes” (falak) és a „manuscrito” (kézirat). Samper a kiejtés megkönnyítése érdekében fonetikusan leírta Biebernek a spanyol részeket, amit végül két órába került tökéletesíteni. A négy órás munkamenet végeztével Gudwin átküldte Bieber vokálját Chris O'Ryan ausztrál hangmérnöknek. Gudwin a remix produceri munkáját a Turks- és Caicos-szigetekhez tartozó Parrot Cayen fejezte be, miután beillesztette a dalba Luis Fonsi angol nyelvű énekét. Fonsi angol dalszövegét Marty James amerikai dalszerző készítette. A teljes folyamat a megjelenésig hat napba került. 2017 júniusában Ed Sheeran angol zenész egy interjúban elárulta, hogy ő is akart remixet készíteni a dalhoz, Bieber azonban gyorsabbnak bizonyult a felkéréssel.

## Kompozíció
A Despacito egy reggaetón és latin pop stílusú dal, mely 4/4-es ütemben íródott, és három perc negyvenhét másodperc hosszúságú. H-moll hangnemben készült, 89-es percenkénti leütésszámmal rendelkezik, az előadók hangterjedelme pedig F3-tól A4-ig terjed. A dal ostinatója a Hm—G—D—A akkordmenetet követi. Szövegét tekintve egy laza és romantikus szexuális viszonyról szól, amelyet allegóriák segítségével ábrázolnak. Luis Fonsi ezzel szemben azt nyilatkozta, hogy a dalszöveg szabadon értelmezhető.
Mauricio Rengifo és Andrés Torres a produceri munkát a Pro Tools zenei szoftver segítségével készítették, a végső mixet pedig 47 számrészletből állították össze. A dal kezdetén Christian Nieves egy Puerto Ricó-i cuatrót szólaltat meg, majd Fonsi énekével egyidőben Torres akusztikus gitáron csatlakozik be. Rengifo elmondása szerint eredetileg valódi gitárjáték szerepelt a dalban, később viszont egy „digitális” változat mellett döntöttek. A producerek azért választották a cuatro hangszer használatát, mert szerettek volna egy igazi Puerto Ricó-i hangulatot a dalnak, amitől „egyedi, karakteres” hangzást reméltek. Nieves salsa inspirálta dallamokat játszott a refrén alatt Dr. Luke amerikai producerre jellemző „régimódi pop” motívumokkal vegyítve. A gouache és güira ritmushangszereket lábcinnel együtt szólaltatták meg, ezzel erősítve a dal cumbia hatásait. A Justin Bieber közreműködésével készült remixverzió az eredeti ritmust használja, Luis Fonsi pedig a szöveg egy részét angolul, illetve Spanglish keveréknyelven adja elő, míg az eredeti változatban hallható Daddy Yankee verzéket kihagyták.

## Megjelenés és fogadtatás
A Despacito 2017. január 13-án jelent meg digitális letöltésként a Universal Music Latin kiadó gondozásában. Több zenei lap arról számolt be, hogy a kislemez sikere a latin popzene és az urban stílus vegyítésének köszönhető, mely egyre nagyobb népszerűségre tett szert ebben az időszakban. Fonsi „az új popzeneként” hivatkozott rá, Ender pedig azt mondta, hogy manapság minden előadó ezeknek a stílusoknak a vegyítésével készít dalokat. Luis Fonsi egy interjúban arról is beszámolt, hogy két héttel a dal és a videóklip megjelenését követően olyan sztárelőadók hívták fel telefonon, mint Ricky Martin, Juan Luis Guerra és Marc Anthony, hogy gratuláljanak a számhoz.
Sebastian Wernke-Schmiesing a Dance-Chartstól azt írta, hogy a dal sikere „a spanyol gitárhangoknak, az ütős basszusnak, illetve Luis Fonsi és Daddy Yankee kiváló vokáljának” köszönhető. Leila Cobo a Billboardtól a dalt „tagadhatatlanul azonnal fülbemászónak” nevezte, és úgy jellemezte, hogy „romantikus latin pop és a reggaetón ütemek okos keveréke kissé sikamlós dalszöveggel”. Robert Joffred a Medium weboldal That Good You Need című blogjában azt emelte ki, hogy a dalban klasszikus gitár helyett fémhúros gitárral játszanak flamenco stílusú dallamokat. A Time magazinnak készült írásában Raisa Bruner úgy fogalmazott a kislemezről, hogy „egy reggaetón hangzással és ellenállhatatlan dance ütemmel rendelkező latinos dal, mely azonnal megfertőz”.
Nahúm García spanyol zenei producer arról beszélt, hogy ahogy a refrén előtt egy pillanatnyi szünet van a ritmusban az „zseniális”, és ez a „trükk” nem gyakori a popzenében. Joshua Barrie az Irish Mirrortól negatív véleményt fogalmazott meg a dalszövegről, amely szerinte néhol „egészen nyers és kissé hátborzongató”, továbbá „az emberek egy része lehet hogy bántónak érzi majd”. Ezzel szemben a Jenesaispop spanyol zenei oldalon azt írták, hogy „a dallam nagyon jó, a szöveg szexis anélkül, hogy vulgáris lenne, és mindezeken túl a szerkezete érdekfeszítő”. A National Public Radio munkatársa, Felix Contreras a kislemezről készült írásában dicsérte a dalszerzést, a zenei elrendezést és az előadók teljesítményét is.
A Justin Bieber közreműködésével készült remix a Universal Music Latin, a Republic Records, a Def Jam Recordings, az RBMG és a School Boy Records kiadók gondozásában 2017. április 17-én jelent meg. A YouTube-ra feltöltött hivatalos videója az első 24 órájában 20 milliós megtekintést ért el. 2017 szeptemberéig az első 24 órát tekintve a harmadik legnagyobb nézettséget elért zenei videó volt a platformon. Caroline Soriano az Ernstars magazintól dicsérte Bieber hangját a dalban, és a remixet „egy kicsivel jobbnak” találta az eredeti verziónál. Ezzel ellentétben Mike Senior a Sound on Soundtól kifogásolta a remix hangkeverését, mivel Bieber vokálját hangosabbnak ítélte mint Daddy Yankee-ét.
2017 júliusában a rengeteg lakossági panasz miatt Malajzia kormánya megtiltotta az állami tulajdonban lévő rádióknak és tévécsatornáknak, hogy játsszák a Despacitót. Salleh Said Keruak kommunikációs miniszter az AFP-nek adott nyilatkozatában kihangsúlyozta, hogy a dal véleménye szerint nem fér össze az iszlámmal, a dalszöveg pedig „nem alkalmas arra, hogy az emberek meghallgassák”.

### Díjak és elismerések
Kereskedelmi sikereit követően a Despacito számos díjat és elismerést kapott. 2017-ben az eredeti változat három díjat nyert a 18. Latin Grammy-díjátadó gálán az év felvétele, az év dala és a legjobb rövid formátumú videóklip kategóriákban, míg a remixváltozat a legjobb urban fúzió/előadás kategóriában bizonyult a legjobbnak. A 45. American Music Awardson az év kollaborációja díjat érdemelte ki, továbbá jelölték az év videóklipjének is. 2018-ban a Despacito remixét három kategóriában jelölték a 60. Grammy-gálán az év felvétele, az év dala és a legjobb popduó vagy -együttes teljesítményért. Ezen kívül a remix hat jelölést kapott a Billboard Latin Music Awardson és ötöt a Billboard Music Awardson. Erika Ender lett a legfiatalabb személy, akit valaha beiktattak a Latin Dalszerző Hírességek Csarnokába, és az első női latin előadó, akit Grammy-díjra jelöltek az év dala kategóriában.
A Billboard kritikusai az eredeti verziót 2017 negyedik legjobb dalának, és minden idők ötödik legjobb latin dalának választották. Ezen kívül a Despacitót nevezték a „latin zenetörténet egyik legnagyobb slágerének”, és „minden idők egyik legnagyszerűbb kislemezének”. A Rolling Stone 2017 hetedik, a Time magazin pedig 2017 harmadik legjobb dalaként rangsorolta; utóbbi ismertetőjében hozzátette, hogy „egy olyan évben, mikor az idegengyűlölet világszerte felütötte a fejét, reménykeltő, hogy a slágerlistákat egy ilyen univerzális és multikulturális sláger dominálta.” 2017 100 legjobb kislemeze között rangsorolta még a PopSugar, a The New York Times, a National Public Radio, a The Village Voice és a The Guardian is. A People en Español Luis Fonsit és Daddy Yankee-t választotta az év sztárjainak.
A Rolling Stone kritikusai „Az évszázad eddigi 100 legnagyszerűbb dala” listáján a 91. helyre sorolta, és minden idők 50 legnagyszerűbb latin popdala közé is besorolták, továbbá „a popzene történetének egyik legsikeresebb dalának” nevezték. A Billboard szerepeltette minden idők legjobb nyári latin dalai közt, és a 2010-es évtized 100 legmeghatározóbb dala közt is. A Despacito bekerült a Guinness Rekordok Könyve 2019-es kiadásába is, miután hét különböző rekordot is sikerült elérnie.

## Kereskedelmi fogadtatás

### Egyesült Államok
Az Egyesült Államokban a kislemez 2017. február 4-én a második helyen debütált a Billboard Hot Latin Songs listáján, amivel Fonsi legsikeresebb dala lett a listán a 2008-as Aquí Estoy Yo című dala óta. A Despacito 2017. február 18-án került az első helyre a Hot Latin Songson, majd zsinórban 35 hétig tudott az élen maradni egészen 2017. október 14-ig. 2018-ban még három alkalommal tért vissza az élre, és további 21 hétig tudta vezetni a listát. Ezzel a legtovább első helyen szereplő dal lett a Hot Latin Songs történetében felülmúlva Enrique Iglesias Descemer Buenóval és Gente de Zonával közösen készített Bailando című 2014-es slágerének 41 hetes rekordját. 2019. március 9-én esett ki végleg a listáról, így összesen 110 hétig szerepelt rajta, amivel a valaha volt második legtovább slágerlistás dal lett a lista történetében.
Az amerikai Billboard Hot 100-on 2017. február 4-én debütált a 88. helyen, amivel Fonsi karrierje során harmadszor, Daddy Yankee pedig hetedszer tudott felkerülni a listára. A Justin Bieberrel készült remixváltozat megjelenése előtt 2017. április 15-én a 44. volt a legelőkelőbb pozíciója. 2017. május 27-én a Despacito megszerezte az első helyezést a Hot 100-on, amivel Fonsi és Daddy Yankee karrierjük során első alkalommal, Bieber pedig ötödik alkalommal került az élre. Zsinórban 16 hétig volt a lista első helyén, amivel beérte Mariah Carey és a Boyz II Men One Sweet Day című slágerével által felállított rekordját mint a leghosszabb ideig listavezető dal. Ezt a rekordot később 2019. augusztus 3-án Lil Nas X Billy Ray Cyrus közreműködésével készített Old Town Road című dala tudta felülmúlni. Ezen kívül az első főként spanyol nyelvű dal lett, amely az amerikai digitális eladásokat összesítő Digital Songson első lett, illetve az első nem túlnyomórészt angol nyelvű dal lett, amely listavezető pozíciót tudott elérni a Radio Songs és a Mainstream Top 40 rádiós listákon. 2017. október 21-én a Despacito illetve a J Balvin és Willy William által előadott, Beyoncé közreműködésével készült Mi Gente is a Hot 100 első tíz helyezettje közt volt, ami az első alkalom volt a lista történetében, hogy egyszerre két nem elsősorban angol nyelvű felvétel tudott a top 10-ben szerepelni. A dal összesen 52 hetet töltött a listán.
A Despacito volt 2017-ben az Egyesült Államok legnagyobb eladást és legtöbb streamet produkált dala 2 692 000 letöltéssel és 1 322 799 000 streammel. 2017 hatodik legtöbbet játszott dala lett az Egyesült Államok rádióiban 608 000 játszással és összesen 3 076 935 000 hallgatottsággal. A Hot 100 év végi listáján a második helyet szerezte meg, a Hot Latin Songs listán pedig két éven keresztül, 2017-ben és 2018-ban is a legsikeresebb dal volt. Az Egyesült Államokban 2019. június 20-ig összesen 2 983 000 letöltést ért el, és 13-szoros platinalemez minősítést kapott az Amerikai Hanglemezgyártók Szövetségétől (RIAA) 2020. január 6-án, miután elérte a 13 milliós küszöbszámot az eladásait és streamjeit összesítve, amivel minden idők legmagasabb minősítést elért kislemeze az Egyesült Államokban. Az első latin, összességében pedig a 18. dal lett, mely gyémántlemez minősítést érdemelt ki az RIAA-tól. A 2010-es évtized kilencedik legjobban szerepelt dala lett a Hot 100-on, míg a Hot Latin Songson az évtized legsikeresebbje lett. Minden idők legeredményesebb dala lett a Hot Latin Songson, míg a Hot 100-on minden idők 33. legnagyobb slágere lett.

### Világszerte
Világszerte a Despacito 47 országban lett listavezető beleértve az eredeti verzió, illetve a Justin Bieberrel készült remixszel közös slágerlistás szerepléseket. A dal 26 hétig volt első Spanyolországban, 20 hétig Svájcban, 18 hétig Franciaországban, 17 hétig Németországban, 16 hétig Kanadában, 14 hétig Olaszországban, 13 hétig Ausztráliában és 11 hétig az Egyesült Királyságban. Európa-szerte 13-szoros platinalemez lett Svédországban és Spanyolországban, gyémántlemez Franciaországban és Olaszországban, illetve négyszeres platinalemez az Egyesült Királyságban és Németországban többek közt. Emellett gyémántlemez lett Kanadában és ötszörös platinalemez Ausztráliában. Latin-Amerikában hatszoros gyémántlemez lett Brazíliában, illetve ötszörös gyémánt és négyszeres platinalemez Mexikóban. A remixváltozat külön öt országban lett első, és platinalemez minősítést ért el Új-Zélandon, Brazíliában és aranylemez lett Németországban.
Az Egyesült Királyságban a Despacito volt az év második legtöbb eladást és a legtöbb streamet elért slágere 2,3 milliós összesített egységgel. Kanadában is 2017 legnagyobb eladást produkált kislemeze lett, és több mint 300 000 példányt értékesítettek belőle. 16 országban került a 2017-es év végi összesített listák első helyére, míg második helyre került további 15 országban. Latin-Amerikában  2017 legtöbbet játszott dala lett a rádióban 580 450 játszással, illetve a legsikeresebb külföldi dal lett Brazíliában. A Despacito világszerte a második legtöbb eladást produkáló dal lett 24,3 millió eladással és stream egységgel. 2018-ban a hatodik legtöbb eladást érte el 11,8 millió eladással plusz stream egységgel, továbbá a 72. legtöbbet játszott dal lett a rádióban 107 980 játszással.
A Despacito lett a világ minden idők legtöbbet streamelt dala 2017 júliusában 4,7 milliárd streammel az eredeti és a remixváltozatot összesítve. 2018 áprilisáig 7,5 milliárd alkalommal streamelték. A remixváltozat lett az első főként spanyol nyelvű dal, mely át tudta lépni az egymilliárd lejátszást a Spotify-on 2018 februárjában, míg az eredeti verzió az első nem angol nyelvű dal lett mely elérte ezt a mérföldkövet 2019 júniusában. Az Egyesült Királyságban a legtovább ideig listavezető külföldi nyelvű dal lett, és a 30. legmagasabb eladást érte el valaha 2017. szeptember 19-ig 1 900 599 példányszámmal. Emellett a valaha leghosszabb ideig első helyen szereplő dal lett Svájcban és Németországban.

## Hatása
A dal és remixe sikerének hatására Daddy Yankee lett első latin előadóként a Spotify legtöbbet hallgatott előadója világszerte 2017. július 9-én. Később ő lett 2017-ben a hatodik legtöbbször hallgatott előadó a Spotify-on. A Billboard munkatársa, Leila Cobo szerint a Despacitónak köszönhető, hogy az Egyesült Államokban a zenei kiadók ismét érdeklődni kezdtek a latin zenei piac iránt. Xander Zellner a Billboardtól azt írta, hogy a kislemez sikerének hatására a latin zene kezdte dominálni a mainstream zenei piacot az Egyesült Államokban 2017-ben, mivel 11 elsősorban spanyol nyelvű dalnak is sikerült debütálnia a Hot 100-on. Desmond Child amerikai dalszerző és Rudy Pérez kubai zenész arról beszéltek, hogy „Ricky Martin Livin’ la Vida Locája óta nem volt olyan dal bármely műfajban, amely világszerte akkora hatással bírt, mint a Despacito, megváltoztatva a popzenét örökre.” 2017-ben a YouTube-on 10-ből a 6 legnézettebb videóklip latin előadók spanyol nyelvű dalaihoz készült, melyre Lars Brandle a Billboardtól a Despacito-hatásként utalt.
A brit Official Charts Company szerint a dal segített a „latin popnak újra betörnie a mainstream zenei piacra”. Erin Crawford a Nielsentől arról írt, hogy a dal pozitív hatással volt számos sikerre vágyó latin előadó slágerére; közülük pedig kiemelte egyik legjobb példaként J Balvintól és Willy Williamtől a Mi Gente című dalt. A Rolling Stone magazinban arról írtak, hogy a dal „egy hatalmas történelmi fordulópontot jelentett az amerikai zenében”, és megmutatta, hogy a spanyol nyelvű popdaloknak is van keresnivalója a mainstreamben. John Ochoa a Rolling Stone-tól úgy vélte, hogy az „úgynevezett Despacito-hatás” számos utána megjelent spanyol nyelvű slágernek segített betörni a mainstream zenei piacra.
Az Amerikai Hanglemezgyártók Szövetsége arról számolt be, hogy 2017-ben a latin zenei bevételek 37%-os növekedést mutattak, főként a streamingnek köszönhetően. A latin zene fogyasztása az Egyesült Államokban 15%-kal nőtt 2016 első fele és 2018 első fele közt. A nemzetközi lemezipart képviselő szervezet, az IFPI adatai szerint  2017-ben Latin-Amerikában 17,7%-kal növekedtek a bevételek, a Despacitóról pedig azt írták, hogy „forradalmi változást” hozott. 2018-ban a YouTube 10 legnézettebb videóklipje közül 8 spanyol nyelvű slágerhez készült, amelyre a Canadian Broadcasting Corporation (CBC) szintén a Despacito-hatásként utalt.
A Sony/ATV Music Publishing igazgatója, Jorge Mejía úgy vélte, hogy egy „előtte és utána” időszak különböztethető meg a dallal kapcsolatban globálisan a latin zenefogyasztást illetően. A Despacito sikerét megelőzően a Sonynak „nagyjából kétévente volt egy nagy sikerű latin kislemeze”, később viszont  „lavinaként kezdtek özönleni a latin slágerek szerte a világon”. Andrew Unterberger a Billboardtól arról írt, hogy „2017 volt az év, mikor a latin pop átvette az irányítást az Egyesült Államokban”, és a Despacito hatást gyakorolt a Mi Gente és Camila Cabello Havana című slágerének sikerére, továbbá Maluma, Ozuna és Bad Bunny is karrierjük legnagyobb sikereit könyvelhették el az országban.
2017 júliusában tették közzé a hírt, hogy a dal világsikerének köszönhetően 45%-os fellendülés volt megfigyelhető Puerto Rico turizmusában. A szállásadók a dal videóklipjét jelölték meg a megnövekedett érdeklődés okaként, mivel olyan helyszínek láthatóak benne, mint a Club La Factoría, illetve Old San Juan La Perla városnegyede.
A 2024-es Demokrata Nemzeti Gyűlésen Puerto Rico delegáltjai a dallal a háttérben adták le szavazatukat Kamala Harrisre.

## Videóklip

### Háttér

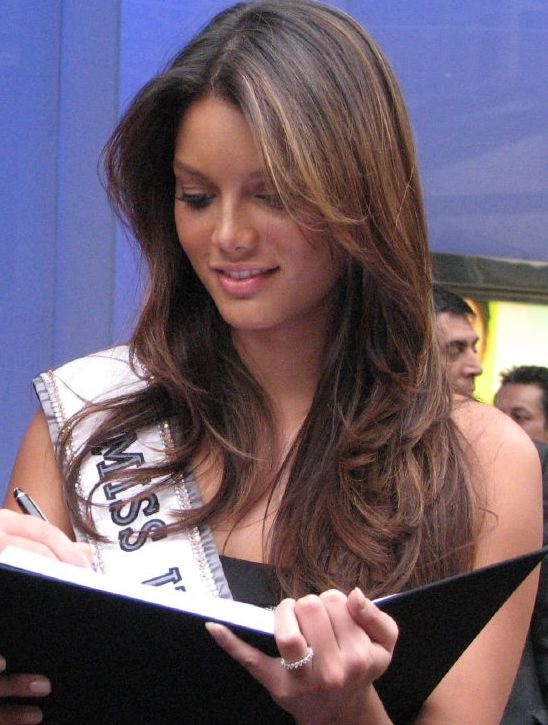
A 2006-os Miss Universe győztese, Zuleyka Rivera volt a klip női főszereplője.

A Despacito videóklipjét a Puerto Ricó-i Carlos Pérez rendezte, a produceri munkát pedig Joanna Egozcue és Roxy Quiñones végezték. A forgatás 2016 decemberében zajlott a Puerto Ricó-i San Juan La Perla nevű negyedében és a La Factoría bárban. Carlos Pérez korábban már dolgozott Luis Fonsival a 2014-es Corazón en la Maleta videóján, illetve Daddy Yankee-vel többek között a Gasolina (2004), a Rompe (2005), a Descontrol (2010) és a Ven Conmigo (2011) klipjein is. A klip női főszereplője a 2006-os Miss Universe szépségverseny győztese, Zuleyka Rivera volt, akit Fonsi kért fel a szerepre, hogy képviselje „az erős latin nőket”.
Jorge Muñíz Ortíz az EFE-től egy cikkben arról írt, hogy a videóklip „kiemeli Puerto Rico több nevezetes kulturális és néphagyományi szimbólumát” azáltal, hogy bemutatja „a nagyszerű tengerpartokat, La Perla színes tájképét, a Puerto Ricó-i cuatro hangját, az őshonos bomba műfajához tartozó dobokat, Zuleyka Rivera csípőmozgását és dominózó férfiakat”. 2018. április 10-én egy ismeretlenekből álló csoport feltörte Luis Fonsi YouTube-os VEVO csatornáját, és órákra sikerült eltávolítaniuk a videót, mielőtt visszaállították volna.

### A klip története
A videó mindkét előadó szereplésével készült, ahogy a sziget különböző részein található partikban vesznek részt Zuleyka Rivera modell társaságában. A klip azzal kezdődik, hogy Zuleyka Rivera gyalog megérkezik La Perla napfényes partjaihoz. Luis Fonsi és Daddy Yankee az utcákon adják elő a dalt, miközben az idősek dominóznak, egy gyermeknek levágják a haját, két ember beszélget, miközben hallgatják a rádiót, a háttérben pedig több pár is táncra perdül. Egy másik jelenetben Fonsi és Daddy Yankee egy autó előtt énekelnek, miközben mögöttük a többen felülnek a jármű tetejére, mások pedig táncolnak körülötte. Ahogy Daddy Yankee befejezi verzéjét, Zuleyka Rivera belép a La Factoría bárba, miközben az énekesek előadják a dalt és táncolnak a tömeggel, illetve zenészek megszólaltatják a hagyományos bomba dobokat. Fonsi ezt követően Rivérát is megtáncoltatja a dal végéhez érve. A klip zárásaként Luis Fonsi és Daddy Yankee a cappella éneklik a dalt a többi emberrel a bárban.

### Megjelenés és fogadtatás
A hivatalos videóklip 2017. január 12-én jelent meg Fonsi YouTube csatornáján, és 97 nap alatt elérte az egymilliárdos megtekintést, amelyet korábban csak egy videó tudott gyorsabban teljesíteni. A megjelenést követően 154 nappal már kétmilliárd megtekintésnél tartott, melyet még soha nem ért el egy videó sem ilyen rövid idő alatt. Az első klip lett a YouTube-on, amely el tudta érni a három- (2017. augusztus 4.), négy- (2017. október 11.), öt- (2018. április 5.) illetve hatmilliárdos (2019. február 24.) nézettséget. 2020. november 2-án lépte át a hétmilliárdos megtekintést, és 2017. augusztus 4-től 2020. november 2-ig a platform legnézettebb videója volt, mikor végül Pinkfong Baby Shark című dalának videója megelőzte. 2020. augusztus 9-ig a YouTube legtöbbet lájkolt videója is volt, több mint 40 millió tetszésnyilvánítással. A VEVO oldalon 5,14 millió nézettséget ért el a videó az első 24 órájában, amely a valaha volt legtöbb megtekintés volt spanyol nyelvű daltól a megjelenés napján.
A videóklip Latin Grammy-díjat kapott a „legjobb rövid videóklip” kategóriában a 18. Latin Grammy-gálán, továbbá díjazták a 2018-as Billboard Music Awardson is a „legtöbbet streamelt dal (videó)” kategóriában. Jelölést kapott ezen kívül a 45. American Music Awards-gálán is „az év videóklipje” kategóriában.

## Élő fellépések
Luis Fonsi és Daddy Yankee először 2017. április 27-én adta elő együtt a Despacitót a 2017-es Billboard Latin Music Awardson, később pedig a The Voice tehetségkutató műsor tizenkettedik évadának fináléjában is 2017. május 23-án. Az egyetlen élő közös előadás Justin Bieberrel és Luis Fonsival Puerto Ricoban a José Miguel Agrelot Coliseumban volt 2017. április 18-án Bieber Purpose World Tour című koncertsorozatán. Biebernek nehézséget okozott a dalt előadni élőben, és egy fellépésén rajta is kapták, ahogy a dalszöveg egyes részeit a „blah” szócskával és egyéb értelmetlen szövegekkel helyettesítette, amely nagy nyilvánosságot kapott. Fonsi az esettel kapcsolatban kiállt Bieber mellett, amiért nem tudta a szöveget, mivel a spanyol nem Bieber anyanyelve.
Luis Fonsi előadta a dalt a Conan című amerikai talk show-ban 2017. június 12-én, amely karrierje során az első késő esti fellépése volt amerikai televíziós show-műsorban, később pedig elénekelte a Despacitót a The Ellen DeGeneres Show-ban is 2017. szeptember 14-én. 2019. január 30-án a The Tonight Show Starring Jimmy Fallon című műsorban előadta a dalt a műsorvezetővel, Jimmy Fallonnal is, az előadás során tréfásan oda nem illő dalszövegekkel helyettesítve az eredetit.
Mindkét eredeti előadó elénekelte a dalt koncertturnéján is, így Luis Fonsi a 2017-18-as Love + Dance World Touron, míg Daddy Yankee a 2017-es Tamo En Vivo Europe Touron. 2017. november 16-án Luis Fonsi előadta a Despacitót Víctor Manuelle Puerto Ricó-i énekessel, a Bomba Estéreo kolumbiai együttessel és Diplo amerikai DJ-vel a 18. Latin Grammy-gálán. 2018. január 28-án Luis Fonsi és Daddy Yankee felléptek a dallal a Madison Square Gardenben rendezett 60. Grammy-gálán is, amivel a díjátadó történetében a 12. és 13. latin előadók lettek, akik valaha felléphettek a gálán. 2021. január 20-án Fonsi előadta a Despacitót Joe Biden elnöki beiktatásának alkalmából bemutatott Celebrating America című műsorban.

## Egyéb remixek és feldolgozások
A Despacito első két hivatalos remixe 2017. március 17-én jelent meg: egy szóló popváltozat Fonsitól, illetve egy salsa változat Victor Manuelle Puerto Ricó-i énekes közreműködésével. 2017. május 5-én két újabb remix is napvilágot látott: egy elektronikus dance zenei változat a Major Lazer együttestől és DJ MOSKA kolumbiai lemezlovastól, továbbá egy urban változat, melyet Sky kolumbiai producer készített. Egy portugál nyelvű verzió is megjelent 2017. július 14-én, melyet Erika Ender szerzett, és Luis Fonsi Israel Novaes brazil énekessel adott elő. Egy banda stílusú verzió Luis Fonsitól a La Bandononona Clave Nueva De Max Peraza mexikói csapat közreműködésével 2017. szeptember 1-jén jelent meg. Egy spanyol/mandarin változatot is bemutattak a dalból Luis Fonsi és JJ Lin szingapúri énekes-dalszerző közreműködésével 2018. január 26-án. A norvég verziót Carina Dahl és Adrian Jørgensen 2018 februárjában adták ki. Ez a kiadvány aranylemez minősítést ért Norvégiában az IFPI adatai szerint 2019-ben, majd 2021-ben a platinalemezt is sikerült megszereznie.
A dalt szerte a világon számos különböző műfajban dolgozták fel az évek alatt, köztük például J.Fla koreai énekesnő, klasszikus crossover változatban a 2Cellos horvát rockzenekar, Leo Moracchioli norvég zenész metal műfajban, a „világ leggyorsabb zongoristájaként” ismert Péter Bence magyar zeneszerző zongorás változatot készített hozzá, a Boyce Avenue amerikai együttes akusztikus változatban dolgozta fel, az amerikai Postmodern Jukebox pedig Broadway stílusban gondolta újra. Ezek a feldolgozások hét és 47 millió közti nézettségi számokat értek el a YouTube videómegosztó portálon, kivéve J.Fla változatát, mely átlépte a 172 millió megtekintést is. Leo Moracchioli feldolgozása 2017. augusztus 17-én fel tudott kerülni a Magyar Hangfelvétel-kiadók Szövetségének Single Top 40 listájára is, ahol a 35. pozíciót szerezte meg.

### Politikai használata
A dalt megváltoztatott dalszöveggel többször is felhasználták politikai célokra. Argentínában különböző politikusok felhasználták a Despacito dallamát televíziók reklámjaikban a 2017-es évközi választások alkalmából. Nicolás Maduro venezuelai elnök és az általa vezetett szocialista párt felhasználta az egyik kampányfilmjében. A dal szerzői, Luis Fonsi, Daddy Yankee és Erika Ender nemtetszésüket fejezték ki az esettel kapcsolatban, amiért engedély nélkül politikai célokra használták a dalt Venezuelában, és kritizálták Maduro kormányát, amiért propagandaeszközként tekintettek a Despacitóra. 2017. augusztus 16-án James Corden angol televíziós műsorvezető remixet készített a számhoz, hogy ezzel véleményezze Donald Trump amerikai elnököt a The Late Late Show with James Corden című műsorában. 2020. szeptember 15-én Joe Biden demokratikus elnökjelölt lejátszott egy rövid részletet a dalból kampányeseményén, melyen Luis Fonsi is részt vett. Válaszul Trump egy szerkesztett videót tett közzé, melyben Biden helyette az N.W.A-től a Fuck tha Police-t játssza le.

## Közreműködők listája
| Eredeti változat A közreműködők listája a Tidal és a The Latin Recording Academy információi alapján. - Erika Ender – dalszerzés - Luis Fonsi – dalszerzés, vokál - Jaycen Joshua – hangkeverés - Dave Kutch – maszterelés - Christian Nieves – Puerto Ricó-i cuatro - Mauricio Rengifo – producer, hangmérnök - Juan Rivera "Gaby Music" – hangmérnök - Luis Saldarriaga – hangmérnök - Andrés Torres – producer, hangmérnök, akusztikus gitár - Daddy Yankee – dalszerzés, vokál | Justin Bieber remix A közreműködők listája a Tidal és The Recording Academy információi alapján. - Justin Bieber – dalszerzés, vokál - Jason Boyd – dalszerzés - Josh Gudwin – producer, hangmérnök, remixelés, hangkeverés - Marty James – dalszerzés - Chris O'Ryan – hangmérnök - Juan Felipe Samper – énektanár |

## Slágerlistás helyezések
| Slágerlista (2017)                           | Legjobb helyezés |
| -------------------------------------------- | ---------------- |
| Argentína (Monitor Latino)                   | 1                |
| Ausztrália (ARIA)                            | 1                |
| Ausztria (Ö3 Austria Top 40)                 | 1                |
| Belgium (Ultratop 50 Flanders)               | 1                |
| Belgium (Ultratop 50 Wallonia)               | 1                |
| Bolívia (Monitor Latino)                     | 1                |
| Brazília Hot 100 Airplay (Billboard) Remix   | 16               |
| Chile (Monitor Latino)                       | 1                |
| Costa Rica (Monitor Latino)                  | 1                |
| Csehország (Rádio Top 100)                   | 2                |
| Csehország (Singles Digitál Top 100)         | 1                |
| Dánia (Tracklisten Top 40)                   | 1                |
| Dél-Korea Foreign Songs (Kaon) Remix         | 7                |
| Dominikai Köztársaság (Monitor Latino)       | 2                |
| Ecuador (National-Report)                    | 1                |
| Egyesült Királyság (Official Charts Company) | 1                |
| El Salvador (Monitor Latino)                 | 7                |
| Finnország (Singlet Top 20)                  | 20               |
| Finnország (Singlet Top 20) Remix            | 1                |
| Franciaország (Single Top 100)               | 1                |
| Fülöp-szigetek (Philippine Hot 100)          | 1                |
| Global 200 (Billboard)                       | 130              |
| Görög Digital Songs (Billboard)              | 1                |
| Guatemala (Monitor Latino)                   | 1                |
| Hollandia (Top 40)                           | 1                |
| Hollandia (Single Top 100)                   | 1                |
| Írország (IRMA)                              | 1                |
| Izland (RÚV)                                 | 9                |
| Izrael (Media Forest)                        | 1                |
| Japán (Japan Hot 100)                        | 48               |
| Japán (Japan Hot 100) Remix                  | 28               |
| Kanada (Canadian Hot 100)                    | 1                |
| Kanada AC (Billboard)                        | 3                |
| Kanada CHR/Top 40 (Billboard)                | 1                |
| Kanada Hot AC (Billboard)                    | 1                |
| Kolumbia (National-Report)                   | 1                |
| Lengyelország (Polish Airplay Top 20)        | 1                |
| Lengyelország (Dance Top 50) Remix           | 1                |
| Libanon (Lebanese Top 20)                    | 1                |
| Luxemburg Digital Songs (Billboard)          | 1                |
| Magyarország (Dance Top 40)                  | 2                |
| Magyarország (Rádiós Top 40)                 | 1                |
| Magyarország (Single Top 40)                 | 1                |
| Malajzia (RIM)                               | 8                |
| Malajzia (RIM) Remix                         | 1                |
| Mexikó Airplay (Billboard)                   | 1                |
| Mexikó Streaming Songs (AMPROFON)            | 1                |
| Mexikó Streaming Songs (AMPROFON) Remix      | 2                |
| Németország (Media Control Charts)           | 1                |
| Norvégia (VG-lista)                          | 22               |
| Norvégia (VG-lista) Remix                    | 1                |
| Olaszország (FIMI)                           | 1                |
| Oroszország (Tophit)                         | 1                |
| Panama (Monitor Latino)                      | 1                |
| Paraguay (Monitor Latino)                    | 1                |
| Peru (Monitor Latino)                        | 1                |
| Portugália (AFP)                             | 1                |
| Románia (Airplay 100)                        | 5                |
| Skócia (Official Charts Company)             | 1                |
| Spanyolország (PROMUSICAE)                   | 1                |
| Spanyolország (PROMUSICAE) Remix             | 3                |
| Svájc (Schweizer Hitparade)                  | 1                |
| Svédország (Sverigetopplistan)               | 1                |
| Szerbia (Radiomonitor)                       | 1                |
| Szlovákia (Rádio Top 100)                    | 1                |
| Szlovákia (Singles Digitál Top 100)          | 1                |
| Szlovénia (SloTop50)                         | 1                |
| Ukrajna (Tophit)                             | 2                |
| Új-Zéland (Recorded Music NZ) Remix          | 1                |
| US Adult Contemporary (Billboard) Remix      | 24               |
| US Adult Top 40 (Billboard) Remix            | 9                |
| US Hot Dance Club Songs (Billboard) Remix    | 8                |
| US Billboard Hot 100                         | 1                |
| US Hot Latin Songs (Billboard)               | 1                |
| US Latin Airplay (Billboard)                 | 1                |
| US Mainstream Top 40 (Billboard) Remix       | 1                |
| US Rhythmic (Billboard) Remix                | 3                |
| Venezuela (Record Report)                    | 1                |

| Slágerlista (2010–2019)                      | Helyezés |
| -------------------------------------------- | -------- |
| Ausztrália (ARIA)                            | 29       |
| Egyesült Királyság (Official Charts Company) | 4        |
| Németország (Official German Charts)         | 2        |
| US Billboard Hot 100                         | 9        |
| US Hot Latin Songs (Billboard)               | 1        |

| Slágerlista                    | Helyezés |
| ------------------------------ | -------- |
| US Billboard Hot 100           | 33       |
| US Hot Latin Songs (Billboard) | 1        |

| Slágerlista (2017)                           | Helyezés |
| -------------------------------------------- | -------- |
| Argentína (Monitor Latino)                   | 1        |
| Ausztrália (ARIA)                            | 2        |
| Ausztria (Ö3 Austria Top 40)                 | 1        |
| Belgium (Ultratop Flanders)                  | 2        |
| Belgium (Ultratop Wallonia)                  | 2        |
| Bolívia (Monitor Latino)                     | 1        |
| Brazília (Billboard) Remix                   | 23       |
| Chile (Monitor Latino)                       | 1        |
| Dánia (Tracklisten)                          | 2        |
| Dél-Korea Foreign Songs (Kaon) Remix         | 30       |
| Dominikai Köztársaság (Monitor Latino)       | 2        |
| Ecuador (Monitor Latino)                     | 1        |
| Egyesült Királyság (Official Charts Company) | 2        |
| El Salvador (Monitor Latino)                 | 11       |
| Franciaország (SNEP)                         | 2        |
| Guatemala (Monitor Latino)                   | 1        |
| Hollandia (Dutch Top 40)                     | 2        |
| Hollandia (Single Top 100)                   | 2        |
| Honduras (Monitor Latino)                    | 31       |
| Izrael (Media Forest)                        | 2        |
| Kanada (Canadian Hot 100)                    | 2        |
| Kolumbia (Monitor Latino)                    | 1        |
| Lengyelország (ZPAV)                         | 8        |
| Magyarország (Dance Top 40)                  | 8        |
| Magyarország (Rádiós Top 40)                 | 9        |
| Magyarország (Single Top 40)                 | 2        |
| Mexikó (Monitor Latino)                      | 1        |
| Németország (Official German Charts)         | 2        |
| Nicaragua (Monitor Latino)                   | 30       |
| Norvégia (VG Lista) Remix                    | 1        |
| Olaszország (FIMI)                           | 1        |
| Panama (Monitor Latino)                      | 1        |
| Paraguay (Monitor Latino)                    | 1        |
| Peru (Monitor Latino)                        | 1        |
| Portugália (AFP)                             | 1        |
| Románia (Airplay 100)                        | 24       |
| Oroszország (Tophit)                         | 3        |
| Spanyolország (PROMUSICAE)                   | 1        |
| Svájc (Schweizer Hitparade)                  | 2        |
| Svédország (Sverigetopplistan)               | 2        |
| Szlovénia (SloTop50)                         | 10       |
| Új-Zéland (Recorded Music NZ) Remix          | 2        |
| Ukrajna (Tophit)                             | 20       |
| Uruguay (Monitor Latino)                     | 1        |
| US Adult Top 40 (Billboard) Remix            | 33       |
| US Dance/Mix Show Airplay (Billboard) Remix  | 4        |
| US Billboard Hot 100                         | 2        |
| US Hot Latin Songs (Billboard)               | 1        |
| US Latin Airplay (Billboard)                 | 1        |
| US Mainstream Top 40 (Billboard) Remix       | 7        |
| US Rhythmic (Billboard) Remix                | 15       |
| Venezuela (Monitor Latino)                   | 1        |

| Slágerlista (2018)                           | Helyezés |
| -------------------------------------------- | -------- |
| Argentína (Monitor Latino)                   | 56       |
| Bolívia (Monitor Latino)                     | 30       |
| Chile (Monitor Latino)                       | 18       |
| Dánia (Tracklisten)                          | 34       |
| Dél-Korea Foreign Songs (Kaon)               | 44       |
| Dél-Korea Foreign Songs (Kaon) Remix         | 18       |
| Ecuador (Monitor Latino)                     | 77       |
| Egyesült Királyság (Official Charts Company) | 61       |
| El Salvador (Monitor Latino)                 | 42       |
| Franciaország (SNEP)                         | 57       |
| Guatemala (Monitor Latino)                   | 44       |
| Honduras (Monitor Latino)                    | 84       |
| Kanada (Canadian Hot 100)                    | 25       |
| Magyarország (Dance Top 40)                  | 77       |
| Magyarország (Rádiós Top 40)                 | 91       |
| Magyarország (Single Top 40)                 | 17       |
| Németország (Official German Charts)         | 47       |
| Nicaragua (Monitor Latino)                   | 88       |
| Oroszország (Tophit)                         | 138      |
| Panama (Monitor Latino)                      | 17       |
| Portugália (AFP)                             | 87       |
| Spanyolország (PROMUSICAE)                   | 92       |
| Svájc (Schweizer Hitparade)                  | 25       |
| Svédország (Sverigetopplistan)               | 41       |
| Ukrajna (Tophit)                             | 33       |
| Uruguay (Monitor Latino)                     | 36       |
| US Digital Songs (Billboard)                 | 61       |
| US Hot Latin Songs (Billboard)               | 1        |
| US Streaming Songs (Billboard)               | 14       |

| Slágerlista (2019)             | Helyezés |
| ------------------------------ | -------- |
| Bolívia (Monitor Latino)       | 64       |
| Chile (Monitor Latino)         | 44       |
| Panama (Monitor Latino)        | 97       |
| Portugália (AFP)               | 278      |
| US Hot Latin Songs (Billboard) | 14       |

| Slágerlista (2020)                   | Helyezés |
| ------------------------------------ | -------- |
| Bolívia (Monitor Latino)             | 42       |
| US Latin Digital Songs (Billboard)   | 3        |
| US Latin Streaming Songs (Billboard) | 7        |

| Slágerlista (2021)     | Helyezés |
| ---------------------- | -------- |
| Global 200 (Billboard) | 94       |

## Minősítések
| Régió | Minősítés                       | Eladott példányszám |
| --- | ------------------------------- | ------------------- |
| Argentína (CAPIF) | 2× platina                      | 40 000*             |
| Ausztrália (ARIA) Remix | 5× platina                      | 350 000‡            |
| Ausztria (IFPI Austria) | 2× platina                      | 60 000‡             |
| Belgium (BEA) | 5× platina                      | 150 000*            |
| Brazília (Pro-Música Brasil) | 6× gyémánt                      | 1 500 000‡          |
| Brazília (Pro-Música Brasil) Remix | platina                         | 60 000‡             |
| Kanada (Music Canada) | gyémánt                         | 800 000‡            |
| Dánia (IFPI Denmark) | 5× platina                      | 450 000‡            |
| Franciaország (SNEP) | gyémánt                         | 233 333‡            |
| Németország (BVMI) | 9× arany                        | 1 800 000‡          |
| Németország (BVMI) Remix | arany                           | 200 000‡            |
| Olaszország (FIMI) | gyémánt                         | 500 000‡            |
| Mexikó (AMPROFON) | 5× gyémánt + 4× platina + arany | 1,770,000‡          |
| Új-Zéland (RMNZ) Remix | 3× platina                      | 90 000‡             |
| Norvégia (IFPI Norway) Remix | 11× platina                     | 660 000‡            |
| Lengyelország (ZPAV) | 2× gyémánt                      | 200 000‡            |
| Portugália (AFP) | 5× platina                      | 50 000‡             |
| Spanyolország (PROMUSICAE) | 13× platina                     | 520 000‡            |
| Svájc(IFPI Switzerland) | platina                         | 20 000‡             |
| Egyesült Királyság (BPI) | 5× platina                      | 3 000 000‡          |
| Egyesült Államok (RIAA) | 13× platina                     | 13 000 000‡         |
| Streaming |                                 |                     |
| Japán (RIAJ) | ezüst                           | 30 000 000†         |
| Svédország (GLF) | 13× platina                     | 104 000 000†        |
| * Eladási példányszámok kizárólag a minősítés alapján. ‡ Eladási+streaming példányszámok kizárólag a minősítés alapján. † Csak streaming számok kizárólag a minősítés alapján. |                                 |                     |